# 国立音楽大学附属中学校・高等学校
国立音楽大学附属中学校・高等学校（くにたちおんがくだいがくふぞくちゅうがっこう・こうとうがっこう）は、日本の東京都国立市西二丁目にある私立中学校・高等学校。
（私立）国立音楽大学の附属学校である。音楽大学の附属だが、高等学校においては、全日制課程に音楽科と普通科の2学科を設置している。

## 沿革
（沿革節の主要な出典は公式サイト） 
| 年月   | 年表 |
| ------ | --- |
| 1926年 | 現「国立音楽大学」の前身「東京高等音楽学院」創立。 仮校舎は東京四谷に、その後現在の本校のある場所に校舎が落成する。                       |
| 1949年 | 国立中学校、国立音楽高等学校（音楽科）設立。 1クラス（40名）のみで、桐朋中学・高校に武道場を借り受け、内部に手を加えて教室とする。        |
| 1950年 | 国立音楽学校から新制の国立音楽大学に昇格。 国立音楽大学附属幼稚園設立。                                                                   |
| 1953年 | 国立音楽大学附属小学校設立。 |
| 1958年 | 国立富士見台校舎に移転する。 |
| 1959年 | 音楽科は2クラス編成となる。 |
| 1963年 | 国立音楽高等学校に普通科併設。新たに鉄筋コンクリート4階建て校舎が建つ。 音楽科は4クラス、普通科は2クラスの編成となる。                    |
| 1966年 | 立川市上水台に国立音楽大学新校舎が落成。                                                                                                  |
| 1975年 | 国立中学校、国立音楽高等学校の校名を国立音楽大学附属中学校、国立音楽大学附属音楽高等学校と改称。                                          |
| 1977年 | 富士見台校舎から現在地に移転する。 |
| 1996年 | 国立音楽大学が創立70周年を迎える。 |
| 1999年 | 中学校、音楽高等学校が創立50周年を迎える。                                                                                                |
| 2003年 | 中学校、音楽高等学校に新校舎が落成する。                                                                                                  |
| 2004年 | 高等学校の校名を国立音楽大学附属高等学校と改称。                                                                                          |
| 2010年 | 中学校を音楽コースと普通コースの２コース制とする。                                                                                        |
| 2016年 | 国立音楽大学が創立90周年を迎える。 |
| 2017年 | 高等学校普通科を総合進学コースと特別進学コースの２コース制とする。                                                                        |
| 2019年 | 中学校・高等学校が創立７０周年を迎える。 中学校の普通コースを文理コースと改称する。                                                       |
| 2023年 | 新２号館完成。 2023年度入学生より、中学校は演奏・創作コースと総合表現コース、音楽科は演奏・創作コースと総合音楽コースの２コース制となる。 |
| 2024年 | 中学校・高等学校が創立75周年を迎える。 |

## 施設
校舎は国立市富士見通り沿いに位置し、校舎正面に立川バス停留所「音高」が設置されている。

### 交通
- JR中央線国立駅南口より徒歩13分
- JR南武線矢川駅より徒歩13分
- 立川バス国15・国15-1・国20-2・国16・国16-2・国16-3・くにっこ「北西中ルート」「音高」下車[2]。

## 国際交流・留学協定

### 国際交流
国立音楽大学附属中高は、2020年現在、台湾、韓国、ポーランド、チェコの学校・団体と国際交流を行っている。
- 台湾
  - 高雄市立鳳西国民中学校
  - 台南市立大成国民中学校
- 韓国
  - ソウル市少年少女合唱団
- ポーランド
  - ノヴォドヴォルスキー高校
- チェコ
  - チェコ少女合唱団イトロ
  - ボニファンテス少年合唱団

### 留学協定
同校は、2020年現在、ドイツ、オーストリアの高校・ギムナジウムと留学協定を結んでいる。
- ドイツ
  - ベルリン・カニジウス高校（英語版）
- オーストリア
  - リンツ音楽高校（アーダルベルト・シュティフター・ギムナジウム）

## 著名な出身者

### 音楽分野
- 小原孝 - ピアニスト
- 坂倉琴乃 - チェンバロ奏者
- 佐久間奏 - 作曲家、編曲家
- 佐々木駿 - トランペット奏者
- 鈴木嘉和 - ピアノ調律師、「風船おじさん」として知られる
- 武村八重子 - ピアニスト
- 田中正敏 - クラリネット奏者
- 塚越慎子 - マリンバ奏者
- ヒイズミマサユ機 - PE'Zのピアニスト、キーボーディスト
- 長井進之介 - ピアニスト、音楽ライター
- 林愛実 - フルート奏者

### 芸能分野
- 天地総子 - 歌手・声優・女優
- 天地真理 - 歌手
- 飯島真理 - 歌手
- 小野千春 - 元女優・タレント
- 鈴木ゆうは - タレント
- 中村容子 - 元歌手・女優
- 柿沼紫乃 - 声優
- 竹中里美 - 女優
- 津坂早紀 - 女優
- 土居愛実 - ミュージカル俳優
- 仁木多鶴子 - 女優
- 久居史子 - ミュージカル俳優
- 美輪明宏 - 歌手・俳優・演出家
- 森麻季 - 歌手
- 星風まどか - 元宝塚歌劇団花組・宙組トップ娘役
- 芽吹幸奈 - 元宝塚歌劇団花組娘役
- はいだしょうこ - 歌手・タレント、元宝塚歌劇団星組娘役、NHK『おかあさんといっしょ』第19代目うたのおねえさん
- 菖蒲菜月 - 女優、ジャイロキネシス認定トレーナー

### その他の分野
- 大矢アキオ - 自動車評論家・コラムニスト
- 加藤綾子（普通科卒） - フリーアナウンサー、元フジテレビアナウンサー
- 吉田愛 - セーリング選手
- 中郡暖菜 - 雑誌編集者（『LARME』編集長）